# Kosma Takeya Sozaburō
Kosma Takeya Sozaburō (ur. w Korei; zm. 18 listopada 1619 wzgórze Nishizaka w Nagasaki w Japonii) – błogosławiony Kościoła katolickiego, koreański męczennik, ofiara prześladowań antykatolickich w Japonii.

## Życiorys
Kosma Takeya Sozaburō pochodził z Korei. Pracował jako zarządca dla Korume Yanagawa, bogatego Japończyka z Chikugo. Jego żoną była Agnieszka Takeya. Należał do Bractwa Różańcowego. W tym czasie w Japonii trwały prześladowania chrześcijan. W październiku 1618 r., nie zważając na niebezpieczeństwo, Kosma Takeya Sozaburō w swoim domu udzielił schronienia misjonarzom Aniołowi Orsucci i Janowi Martínez Cid. W nocy 13 grudnia 1618 r. został aresztowany razem ze swoimi gośćmi-misjonarzami, domownikami i osobami przebywającymi w tym czasie razem z nimi. Spalono go żywcem 18 listopada 1619 r. na wzgórzu Nishizaka w Nagasaki. Jego żonę ścięto w 1622 r., a ich syna Franciszka (wówczas 12-letniego) stracono dzień po niej.
Został beatyfikowany razem z żoną i synem w grupie 205 męczenników japońskich przez Piusa IX w dniu 7 lipca 1867 (dokument datowany jest 7 maja 1867).
Dniem jego wspomnienia jest 10 września (w grupie 205 męczenników japońskich).